# Obereopsis birmana
Obereopsis birmana là một loài bọ cánh cứng trong họ Cerambycidae.